# Erdal Rakip
Erdal Rakip (Malmö, 1996. február 13. –) svéd születésű macedón válogatott labdarúgó, a török Antalyaspor középpályása.

## Pályafutása

### Malmö
Erdal Rakip Malmö városában született. Az ifjúsági pályafutását 2001-ben a Malmönél kezdte.
2013-ban mutatkozott be a Malmö felnőtt csapatában. Rakip az Allsvenskan 2013. június 1-jei, Brommapojkarna elleni idegenbeli mérkőzésen debütált. 2013. június 17-én két és fél éves szerződést írt alá a svéd klubbal, amely a 2015-ös szezon végéig szólt. A 2014-es szezonban 15 mérkőzésen szerepelt az első csapatban. Rakip részt vett a 2014–2015-ös és a 2015–2016-os UEFA Bajnokok Ligája csoportkör mérkőzésein is.

### Benfica
A Malmövel kötött szerződése lejárat után, a 2017-es szezon végén a portugál Benfica együtteséhez igazolt.

### Crystal Palace
Még mielőtt pályára léphetett volna a portugál klubnál, a 2017–2018-as szezon hátralévő részére kölcsönadták az angol Crystal Palacenak. Rakip végül itt sem játszott egy mérkőzésen sem, de a klub cserejátékosa volt az Everton, a Tottenham és a Manchester United elleni Premier League-mérkőzéseken.

### Újra a Malmönél
2019. február 11-én, anélkül, hogy meccset játszott volna a Benficában, a Malmö bejelentette, hogy Rakip visszatér a svéd klubhoz 500 000 eurós átigazolási díj ellenében.

### Antalyaspor
2023. január 20-án a török Antalyasporhoz írt alá.

### A válogatottban
Rakip először a 2013-as U17-es labdarúgó-világbajnokságon debütált a svéd U17-es válogatott tagjaként, ahol a válogatottal megszerezte a bronzérmet. Első válogatott gólját a Honduras elleni negyeddöntő mérkőzésén szerezte.
2021-ben mutatkozott be a macedón válogatottban. Először a 2021. október 8-ai, Liechtenstein elleni 4–0-ra megnyert VB-selejtező mérkőzésen lépett pályára.

## Statisztikák
2023. március 11. szerint
| Klub        | Szezon   | Osztály     | Bajnokság | Bajnokság | Kupa  | Kupa | Egyéb | Egyéb | Összesen | Összesen |
| Klub        | Szezon   | Osztály     | Meccs     | Gól       | Meccs | Gól  | Meccs | Gól   | Meccs    | Gól      |
| ----------- | -------- | ----------- | --------- | --------- | ----- | ---- | ----- | ----- | -------- | -------- |
| Malmö       | 2013     | Allsvenskan | 1         | 0         | 1     | 0    | 1     | 0     | 3        | 0        |
| Malmö       | 2014     | Allsvenskan | 15        | 0         | 1     | 0    | 5     | 0     | 21       | 0        |
| Malmö       | 2015     | Allsvenskan | 20        | 1         | 3     | 0    | 10    | 0     | 33       | 1        |
| Malmö       | 2016     | Allsvenskan | 27        | 2         | 0     | 0    | 0     | 0     | 27       | 2        |
| Malmö       | 2017     | Allsvenskan | 27        | 8         | 1     | 1    | 2     | 0     | 30       | 9        |
| Malmö       | 2019     | Allsvenskan | 14        | 0         | 6     | 0    | 4     | 4     | 24       | 4        |
| Malmö       | 2020     | Allsvenskan | 26        | 1         | 3     | 0    | 4     | 0     | 33       | 1        |
| Malmö       | 2021     | Allsvenskan | 25        | 2         | 0     | 0    | 14    | 0     | 39       | 2        |
| Malmö       | 2022     | Allsvenskan | 25        | 1         | 7     | 2    | 10    | 0     | 42       | 3        |
| Malmö       | Összesen | Összesen    | 180       | 15        | 22    | 3    | 50    | 4     | 252      | 22       |
| Antalyaspor | 2022–23  | Süper Lig   | 6         | 0         | 0     | 0    | —     | —     | 6        | 0        |
| Összesen    | Összesen | Összesen    | 186       | 15        | 22    | 3    | 50    | 4     | 258      | 22       |

## Sikerei, díjai
Malmö
- Allsvenskan
  - Bajnok (5): 2013, 2014, 2016, 2017, 2020, 2021
  - Ezüstérmes (1): 2019

- Svéd Kupa
  - Döntős (2): 2015–16, 2019–20

- Svéd Szuperkupa
  - Győztes (2): 2013, 2014

Svéd U17-es válogatott
- U17-es labdarúgó-világbajnokság
  - Bronzérmes (1): 2013